# 순치음
순치음(脣齒音, labiodental consonant) 또는 이입술소리는 아랫입술과 윗니 사이에서 조음하는 자음이다. 국제 음성 기호에 있는 순치음은 아래와 같다.
| IPA | 이름             | 예            | 예        | 예          | 예         |
| --- | ---------------- | ------------- | --------- | ----------- | ---------- |
| IPA | 이름             | 언어          | 철자      | 발음        | 뜻         |
|     | 무성 순치 파열음 | 현대 그리스어 | σάπφειρος | [ˈsap̪firo̞s̠] | 사파이어   |
|     | 유성 순치 파열음 |               |           |             |            |
| p̪͡f  | 무성 순치 파찰음 | 총가어        | timpfuvu  | [tiɱp̪fuβu]  | 하마       |
| b̪͡v  | 유성 순치 파찰음 | 총가어        | shilebvu  | [ʃileb̪vu]   | 턱         |
|     | 순치 비음        | 영어          | symphony1 | [ˈsɪɱfəni]  | 교향곡     |
|     | 무성 순치 마찰음 | 영어          | fan       | [fæn]       | 팬, 쥘부채 |
|     | 유성 순치 마찰음 | 영어          | van       | [væn]       | 밴         |
|     | 순치 접근음      | 네덜란드어    | wang      | [ʋɑŋ]       | 뺨         |
| ⱱ   | 순치 탄음        | 콩고의 모노어 | vwa       | [ⱱa]        | 보내다     |

1. /ɱ/은 /m/이 /v/나 /f/ 발음 앞에 왔을 때 나는 소리로, 영어의 독립된 음소는 아니다.

## 같이 보기
- 조음 위치